# 北条時範
北条 時範（ほうじょう ときのり、文永元年（1264年） - 徳治2年8月14日（1307年9月11日））は、鎌倉時代中期の北条氏一門。極楽寺流の支流・常盤流。父は北条時茂。母は北条政村の娘。通称は陸奥三郎。「陸奥」は父時茂の官途に由来するものだが、三男であったかは不明。子に範貞、高範がいる。『吾妻鏡』の弘長3年（1263年）の記事に、時茂の妻が妊帯し、若宮僧正が加持祈祷を行った記述があり、この腹の子が時範だと推測される。居所から常盤 時範（ときわ ときのり）とも称される、
弘安8年（1285年）、従五位下、左馬介に叙位され、同10年（1287年）に引付衆の一員となる。翌正応元年（1288年）、備前守に叙任。
永仁3年（1295年）には引付評定への参加を許された。同5年（1297年）に従五位上に昇進し、嘉元元年（1303年）、北条基時の後任として六波羅探題北方に就任。翌2年（1304年）、遠江守に補任される。
徳治2年（1307年）、正五位下に任ぜられたが、同年8月六波羅探題在任中のまま京都で死去した。
他の北条一族同様和歌にも親しみ、『新後撰和歌集』に歌が二首収録されている。宇都宮景綱の私家集『沙弥蓮愉集』には、景綱が時範の屋敷で催された花見の席で歌を読んだ記述がある。『系図纂要』では38歳、『武家年代記』では65歳で没したと記されているが、父時茂の経歴や官途叙任の年代の整合性から『北条系図』の享年44が最も信頼の置ける情報とされている。